# Santuario di Nostra Signora della Rovere
Il santuario di Nostra Signora della Rovere è un luogo di culto cattolico situato nel comune di San Bartolomeo al Mare, in via al Santuario, in provincia di Imperia.

## Storia e descrizione

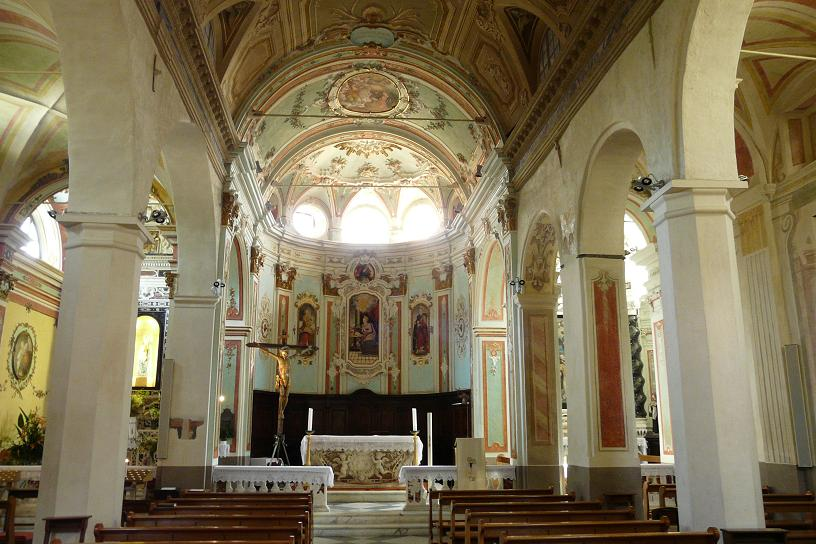
La navata maggiore e l'altare

Il santuario, secondo alcune fonti storiche, potrebbe risalire al XIV secolo, ma l'originaria struttura fu completamente modificata nel XVI secolo.
L'interno, a pianta longitudinale, è costituito da tre navate e numerosi pilastri disposti irregolarmente nella divisione delle navate, quasi a dimostrare le continue modifiche strutturali che la chiesa subì nei secoli successivi.
La facciata esterna, progettata e disegnata dall'architetto locale Angelo Ardissone, è stata rifatta nel corso del 1860 e presenta un antico portale in ardesia datato al 1553 raffigurante l'Annunciazione.
All'interno sono custodite diverse opere pittoriche e scultoree per lo più ritraenti l'effigie della Vergine Maria. Tra le opere più pregiate vi sono un dipinto a olio su tavola di scuola fiamminga del XVI secolo, parte di un trittico del 1578, una statua in legno e un crocifisso in legno di ulivo del XV secolo sopra l'altare maggiore. Il campanile è del 1602; all'interno di esso è presente un concerto di 6 campane in La bemolle 3, fuso nel 1964 dalla Fonderia Roberto Mazzola di Valduggia (in provincia di Vercelli). La campana minore invece è stata fusa dall'omonima fonderia nel 1994.
Nel corso dei secoli si sarebbero verificate nel santuario diverse apparizioni. Nel 1671 Giacinto Perato di Rollo (Andora) avrebbe avuto apparizioni mariane dal 18 aprile al 12 luglio e sarebbe stato risanato miracolosamente da una grave infermità. Le apparizioni e la guarigione del veggente, insieme a numerosi altri prodigi, furono autenticate dall'autorità ecclesiastica.